# Virginie Morgon
Pour les articles homonymes, voir Morgon.
Virginie Morgon, née le 26 novembre 1969 à Lyon, est une dirigeante d’entreprise française. Présidente du directoire d'Eurazeo de mars 2018 à février 2023, elle était auparavant associée-gérante de la banque Lazard Frères et Cie. 

## Parcours

### Origines et formation
Née en novembre 1969, fille de médecins lyonnais, Virginie Morgon obtient en 1990 un diplôme de l'Institut d'études politiques de Paris puis en 1991 un master d’économie et de management de l'Université Bocconi.

### Lazard
Après un stage chez Citigroup, elle rejoint en 1994 la banque Lazard comme analyste en conseil stratégique à New York puis Londres et enfin Paris, où elle est responsable de grands comptes comme Danone, Air liquide, Publicis, Renault et Kingfisher. En 2001, elle devient la plus jeune associée-gérante de la banque à 32 ans.

### Eurazeo
Après seize ans passés au sein de la banque Lazard, elle devient en janvier 2008 membre du directoire d'Eurazeo, société de capital-investissement. C'est l'une des rares femmes dirigeantes dans ce milieu très masculin.  
En décembre 2012, elle est nommée Chief Investment Officer puis directrice générale et numéro 2 du groupe en décembre 2013. Durant son mandat, elle gère notamment la prise de participation dans le groupe Accor et dans la société Moncler et accélère le déploiement d'Eurazeo à l'international : États-Unis, Chine et Amérique du Sud notamment,. 
En décembre 2018, elle devient présidente du directoire, au même moment que l’acquisition de 70 % d’Idinvest Partners  qui double le montant d’actifs sous gestion par Eurazeo,. En février 2023, à la suite de dissensions avec le principal actionnaire, la famille Decaux, elle annonce son départ dans la nuit du 5 février au 6 février 2023, de cette fonction de présidente et du directoire d’Eurazeo.

## Autres activités

### Mandats d’administratrice
Elle siège de 2009 à 2016 au conseil d’administration d'AccorHotels dont Eurazeo détient une partie du capital. De 2014 à 2018 elle est membre indépendante du conseil de surveillance de Vivendi. Elle est administratrice indépendante au sein du conseil d’administration de L'Oréal. Virginie Morgon a exercé des mandats d’administratrice chez Moncler SpA (Italie) et Abasic SL (Desigual, Espagne) ainsi que dans d'autres sociétés.

### Engagements et reconnaissance
Se déclarant engagée pour la cause féminine, Virginie Morgon est membre du conseil d'administration et cofondatrice du Women's Forum for the Economy and Society. Elle anime le programme The Rising Talents, qui soutient des femmes en leur permettant de se constituer un réseau. Elle est également membre de Women Corporate Directors, un réseau de femmes membres de conseil d’administration. Elle est coprésidente du comité de Paris de Human Rights Watch.
Depuis 2008, elle est régulièrement citée dans le classement des 50 femmes d'affaires les plus influentes publié par le magazine américain Fortune,. En 2016, elle remporte le Prix de la Femme d’Influence Économique, décerné par le club Génération Femmes d’Influence.

## Tentatives de «nettoyage» de l'article Wikipédia
En mai 2020, une enquête menée par des administrateurs de l'encyclopédie collaborative Wikipédia montre que des personnes appartenant à des entreprises d'e-réputation ont modifié la page, en vue de redorer l'image de la personne.